# Illigera madagascariensis
Illigera madagascariensis är en tvåhjärtbladig växtart som beskrevs av Joseph Marie Henry Alfred Perrier de la Bâthie. Illigera madagascariensis ingår i släktet Illigera och familjen Hernandiaceae. Inga underarter finns listade i Catalogue of Life.